# Градска библиотека „Мухамед Абдагић” у Сјеници
Градска библиотека „Мухамед Абдагић” је јавна библиотека у Сјеници, основана 1945. године. Једна је од девет библиотека Златиборског округа чија је матична библиотека Народна библиотека Ужице. Добила је име у част књижевника Мухамеда Абдагића, рођеног у овом граду.

## Историја
До Другог светског рата у Сјеници су постојала два културно уметничка друштва, муслиманско Гајрет и српско Његош. Културно-просветно друштво Гајрет основано је 1903. године у Босни и Херцеговини, која је тада била под Аустроугарском влашћу, како би се помогло сиромашним ђацима средњих и виших школа. Стварањем Краљевине Срба, Хрвата и Словенаца Гајрет је добио дозволу да своју организацију прошири на територији читаве новостворене државе. У Сјеници је Гајрет почео са деловањем 1920. године. Крајем 20-их у граду је отворена и прва читаоница. Маја 1945 године долази до удруживања ова два друштва и настаје Културно-уметничко друштво „Јединство”.
Исте 1945. године почела је са радом и библиотека, тада под именом Народна библиотека Сјенице. У почетку је била смештена у згради државне прогимназије, а од 1950. године прелази у унајмљену приватну просторију. Три године касније сазидана је нова зграда у центру града па је библиотека била смештена на спрату, а у суседној просторији је била смештена читаоница са шах клубом. Године 1968. библиотека је премештена у неусловне просторије, на простору од укупно 87 m², чије се просторије налазе 40 cm испод нивоа улице, са прозорима издигнутим 20 cm од тла. У том простору остала је пуних 60 година. У том неусловном простору почетком 21. века било је смештено 28 хиљада књига.
Почетком 2000-их дошло је до реорганизације и библиотека у Сјеници је изгубила матичност, а тиме и тесну сарадњу са школским библиотекама из града и села сјеничке општине. Некада је библиотека имала „Путујућу биоблиотеку” која је имала за циљ популарисање књиге код сеоског становништва и попуњавање фондова сеоских школских библиотека. Књиге су до корисника превожене „библиобусом”.
Године 2022. пресељена је у нови објекат — Сјеничку кућу, где су услови знатно бољи, мада ни тај простор није адекватан потребама ове културне установе. У марту 2024. на спрату овог репрезентативног објекта отворена је и читаоница.

### Сјеничка кућа
Сјеничка кућа је репрезентативни објекат, реплика традиционалне сјеничке куће, која представља спој бошњачке и српске архитектуре са краја 19. и почетка 20. века.

## Библиотека данас
Библиотека и има четири одељења:
- Одељење за одрасле,
- Дечје одељење,
- Завичајно одељење[9] и
- Читаоницу

Библиотека „Мухамед Абдагић” поседује фонд од 50.000 књига. Поред тога, Завичајно одељење чува Сјенички зборник, дела сјеничког писца Мухамеда Абдагића по коме носи име, као и легат професора Енвера Халиловића, босанско–херцеговачког научног радника и политичара родом из Сјенице. Сва издања Сјеничког зборника од 1974. године дигитализују се и биће доступна на сајту Библиотеке.

## Активности
Осим редовних библиотечких активности у Библиотеци се организују и књижевни програми, као и различите радионице, попут курса енглеског језика и фотографије. Библиотека је такође и суорганизатор манифестације Књижевни сусрети „Мухамед Абдагић”, који се у Сјеници одржавају од 1998. године.

## Издавачка делатност
Године 2023. Градска библиотека „Мухамед Абдагић” објавила је монографију Сјеница (1252 – 2022) која је представљена на 66. Међународном сајму књига у Београду.
Сјеничка библиотека објавила је 1999. драму Мухамеда Абдагића Рамиза, а данас се ово издање може прочитати и онлајн.